# 马公 (孝慈高皇后父)
马公（?—?），元朝宿州符离县人，明朝外戚，是孝慈高皇后之父。
死後明太祖追封其為徐王。

## 生平
马公在元末杀人，避难逃往定远。他与郭子兴友善，以季女为郭子兴义女，后嫁给了朱元璋。马公和妻子早死，朱元璋建立明朝，为明太祖，洪武二年（1369）追封岳父马公为徐王，其妻为王夫人。在太庙东建祠，皇后亲自奉安神主。马公无后，以外亲武忠、武聚为嗣。

## 妻子
- 郑氏，人称郑媪，女儿马氏成为明朝开国皇后，追封徐王夫人

## 延伸阅读
[在维基数据编辑]
 《國朝獻徵錄·卷之三》，出自焦竑《國朝獻徵錄》
 《明史卷三百》，出自《明史》